# جام خیریه انگلستان ۱۹۶۱
 جام خیریه انگلستان ۱۹۶۱ ، ۳۹امین رقابت سالانه مابین قهرمانان لیگ دسته اول فوتبال انگلستان و جام حذفی فوتبال انگلستان است.
این مسابقه در تاریخ ۱۲ آگوست ۱۹۶۱ مابین تیم‌های تاتنهام و F.A. XI (منتخب جام اتحادیه) در ورزشگاه وایت هارت لن لندن برگزار شده‌است.
تیم تاتنهام در این مسابقه توانست با نتیجه سه بر دو به پیروزی برسد.

## جزئیات مسابقه
| تاتنهام     | ۳ – ۲ | F.A. XI       |
| ----------- | ----- | ------------- |
| اسمیت · آلن |       | باینس · بایرن |